# Gog e Magog

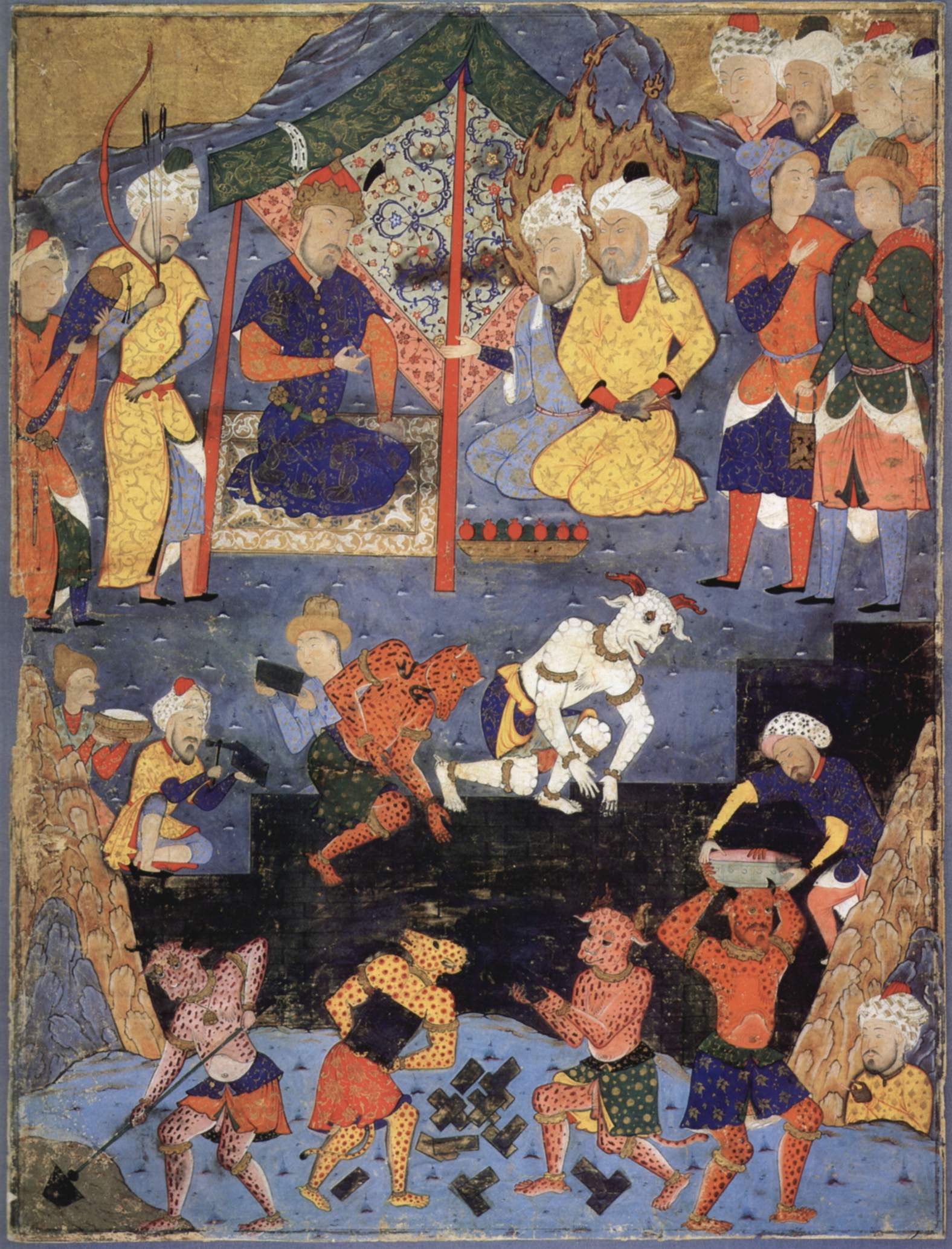
Il dipinto raffigura la costruzione della Grande Muraglia cinese da est a ovest. Da sud a nord, il Tartaro era chiuso dai monti Urali di Gog e Magog. A sinistra, al centro, è raffigurato un tartaro dal naso adunco, una delle tribù israeliane di Gog e Magog. La capra è una delle divinità, la si può trovare in diverse mappe della Tartaria, è posta su un piedistallo e tiene in mano uno scettro. La disposizione delle figure corrisponde alla cartografia antica, in cui il sud si trovava a nord e il nord a sud.

Gog e Magog (in ebraico גוג ומגוג‎?, Gōg ū-Māgōg; in arabo يأجوج ومأجوج‎?, Yaʾjūj wa Maʾjūj) sono due figure della tradizione biblica e islamica. Citati in varie parti delle Sacre Scritture, essi sono descritti talvolta come uomini vissuti in un lontano passato, sovrani, popolazioni o territori, spesso con un'accezione negativa, incarnando nemici del popolo di Dio.
Nell'Apocalisse compaiono come sostenitori di Satana in vista dell'Armageddon.
Questi temi si diffusero molto nelle tradizioni d'Europa e Medio Oriente nella Tarda Antichità e nell'Alto Medioevo, sicché Gog e Magog si rinvengono in svariate leggende e opere dell'epoca, come il Romanzo di Alessandro, assumendo identità sempre più varie, con fonti che li descrivono come giganti, mostri o altri esseri sovrannaturali.

## Nella Bibbia
Nella Tavola delle Nazioni (Genesi 10) Magog è figlio di Iafet, figlio di Noè, considerato capostipite delle popolazioni d'Europa. Secondo Flavio Giuseppe, storico ebreo del I secolo, andava identificato con l'antenato degli Sciti.
Nel libro di Ezechiele (ai capitoli 38 e 39) Gog è il sovrano di Mesech e Tubal, che risiede nel paese di Magog. Dei temi escatologici di Ezechiele si trova eco nell'Apocalisse di Giovanni, nella quale Gog e Magog sono popolazioni selvagge e sanguinarie, che vengono scatenate da Satana per sedurre le nazioni e sostenerlo nello scontro definitivo contro il popolo di Dio. Verranno poi distrutti da un fuoco dal Cielo inviato da Dio (Apocalisse 20,8-9).

## Nel Corano
Nel Corano (Sūrat al-Kahf, XVIII:83-98) si racconta come il Bicorne  affrontò Gog e Magog, entità portatrici di caos, e li sconfisse, imprigionandoli dietro una muraglia di ferro e rame. Questa barriera viene identificata da una parte dell'esegesi coranica con la Grande Muraglia cinese, mentre un'altra parte (tra cui Ṭabarī e Bayḍāwī) opta per le montagne che si ergono tra Armenia e Azerbaigian. Un giorno però essi riusciranno a evadere e imperverseranno per tutto il mondo, inghiottendo ogni cibo e acqua che troveranno, fino a sterminare tutti gli abitanti della terra; allora inizieranno a scagliare dardi verso il cielo, finché Dio non invierà, sotto forma di calamità, dei vermi che penetreranno attraverso i loro nasi e le orecchie e li divoreranno dall'interno, uccidendoli.
Storici e geografi musulmani contemporanei considerano i vichinghi Gog e Magog.

## Nella cartografia del Medioevo e dell'età moderna

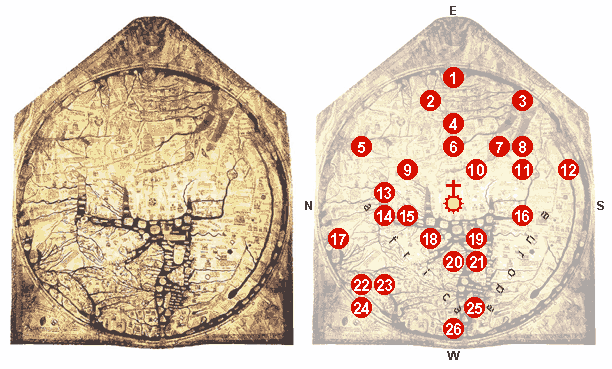
1276 - 1283, mappa di Hereford. Una mappa mundi di 158 x 133 cm, la più grande mappa medievale del mondo allora conosciuto con al n°5 il Mar Caspio e le terre di Gog e Magog.

La collocazione territoriale delle popolazioni Gog e Magog venne fantasiosamente definita in varie opere cartografiche del Medioevo, come il mappamondo di Ebstorf e la mappa di Hereford.
Coronimi dedicati a Gog e Magog, con o senza una dicitura esplicativa, continuano ad essere presenti nella cartografia europea dell'Asia estrema ancora nel Seicento.

## Nella cultura di massa
- Nel Milione di Marco Polo Gog e Magog sono regioni del Tenduk: la prima è abitata da una tribù chiamata come la regione, la seconda dai Tartari.
- Gog e Magog è anche il titolo di un libro di racconti chassidici scritto dal filosofo austriaco Martin Buber.
- Il poeta Giovanni Pascoli, nei Poemi conviviali, scrisse un componimento intitolato Gog e Magog (1904).
- Dall'espressione "Gog e Magog" deriva il popolare modo di dire "andare in goga e magoga", che significa "andare in un paese molto lontano"[14]. A esso si rifà il titolo dell'album Goga e Magoga di Davide Van De Sfroos.
- Gog e Magog sono i nomi dei cani di Stelio Èffrena nel romanzo Il fuoco di D'Annunzio.
- In Le Avventure del Barone di Münchhausen di Rudolf Erich Raspe, Gog e Magog sono due giganti dalla forza mostruosa che accompagnano il Barone in diversi viaggi.
- Nell'album In Camera (Charisma Records, 1974) del cantautore e polistrumentista Peter Hammill, leader fondatore dei Van der Graaf Generator, sono presenti sul Lato B due brani intitolati Gog e Magog (in Bromine Chambers).
- Nell'album Jehovahkill, del musicista e scrittore inglese Julian Cope, è presente un brano intitolato Gogmagog.
- Nel videogioco Final Fantasy XIII-2 compare un boss chiamato Gogmagog.
- Nel videogioco Monster Hunter 4 Ultimate, il nome del mostro Gogmazios deriva dall'unione di Gog e Magog.
- Nella saga di Anna dai capelli rossi di Lucy Maud Montgomery, Gog e Magog sono due cani di porcellana che custodiscono il camino di Patty's Place (e successivamente quello di Ingleside): Gog guarda a destra, Magog a sinistra.
- Nella tredicesima stagione della serie televisiva Supernatural Gog e Magog compaiono come due litigiosi fratelli che in realtà sono degli esseri di terra di origine sumera.
- Nelle serie a fumetti francesi Barbarossa e Blueberry, create dallo sceneggiatore Jean-Michel Charlier, Gog e Magog sono i nomi, rispettivamente, di due poderosi e giganteschi cannoni navali e dei due pericolosissimi mastini di un cacciatore di scalpi.
- Nel libro La notte dei desideri, ovvero Il satanarchibugiardinfernalcolico Grog di Magog di Michael Ende, due stregoni decidono di creare una pozione che si chiama il "satanarchibugiardinfernalcolico Grog di Magog", che ha la straordinaria funzione di esaudire per ogni sorso l'esatto contrario di un desiderio.
- Gog è il personaggio che dà titolo al romanzo di Giovanni Papini che, infatti, usa come introduzione la citazione dall'Apocalisse per presentare l'ambiguo figuro che darà voce alla narrazione.